# Monica Jeffries

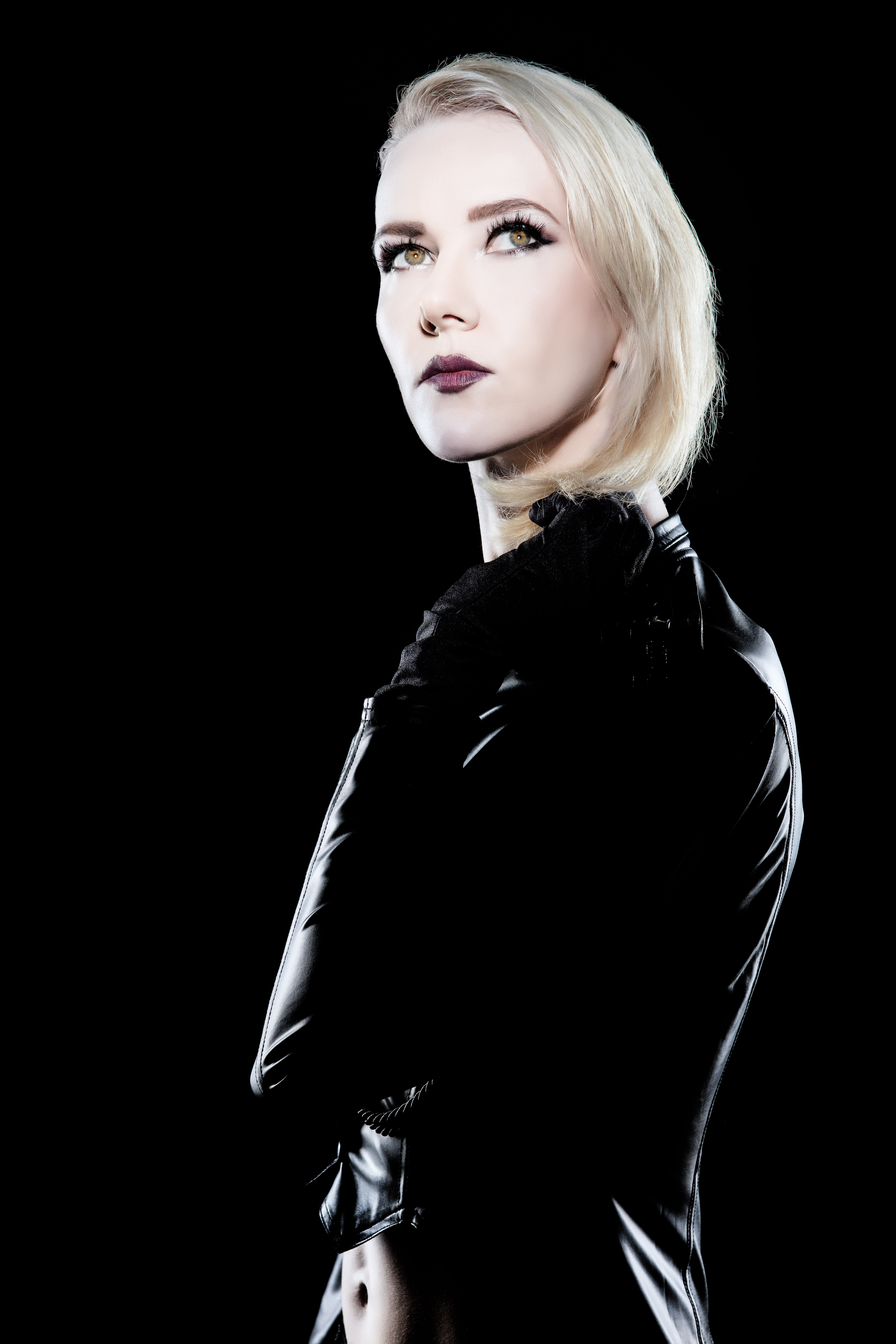
Monica Jeffries

Monica Jeffries (* 31. Oktober 1985 in Łódź) ist eine polnische Sängerin, Komponistin und Produzentin. In ihrer Musik kombiniert sie Musikstile wie Synth Rock, Synth Pop und Industrial Pop.

## Leben
Monica Jeffries wuchs zunächst in Warschau und ab 1989 in Bielefeld auf. Ihre Mutter, eine Malerin, und ihr Vater, ein Geiger, inspirierten sie dazu, Musik zu machen. Sie begann 1994 Klavier und 1997 Gitarre zu spielen, nahm Gesangsunterricht und sammelte von 2000 bis 2006 Erfahrungen in verschiedenen Bands. In dieser Zeit trat sie als Sängerin, Komponistin und Leadgitarristin auf und lernte unter anderem Bass und Schlagzeug spielen. Ab 2007 beschäftigte sie sich mit elektronischer Musik und fing 2008 an, in Studios in Köln, Hamburg und München aufzunehmen, wo sie auch als Produzentin tätig wurde. 2009 veröffentlichte Monica Jeffries Songs in Zusammenarbeit mit anderen Künstlern und produzierte 2012 ihr Synthpop-Debütalbum Back to Eden, das 2013 veröffentlicht wurde.

## Karriere
2014 wurden Künstler und Musikkritiker aus der elektronischen Undergroundszene auf Monica Jeffries aufmerksam. Als Special Guest und Tour Support unterstützte sie in den Jahren 2014 und 2015 The Crüxshadows, Project Pitchfork, Front Line Assembly und DAF.
2016 veröffentlichte Trisol Music Group ihre EPs „Old Demons“ und „In Circles“ sowie ihr Full-Length Album „Into Temptation“ und die Remix-EP „Synth Diamonds“ in Zusammenarbeit mit KMFDM, Psyche und Absolute Body Control.
Live war sie auf Festivals und in Clubs in Deutschland, England, Polen, Italien, Russland, den Niederlanden, Tschechien, Österreich, Schweden und Belgien zu sehen.

## Diskografie
Alben
- 2013: Back to Eden (7US Media Group)
- 2016: Into Temptation (Trisol Music Group)

EPs
- 2016: Old Demons (Trisol Music Group)
- 2016: In Circles (Trisol Music Group)
- 2016: Synth Diamonds (Trisol Music Group)